# Paphiopedilum fairrieanum
Paphiopedilum fairrieanum es una especie de la familia de las orquídeas.

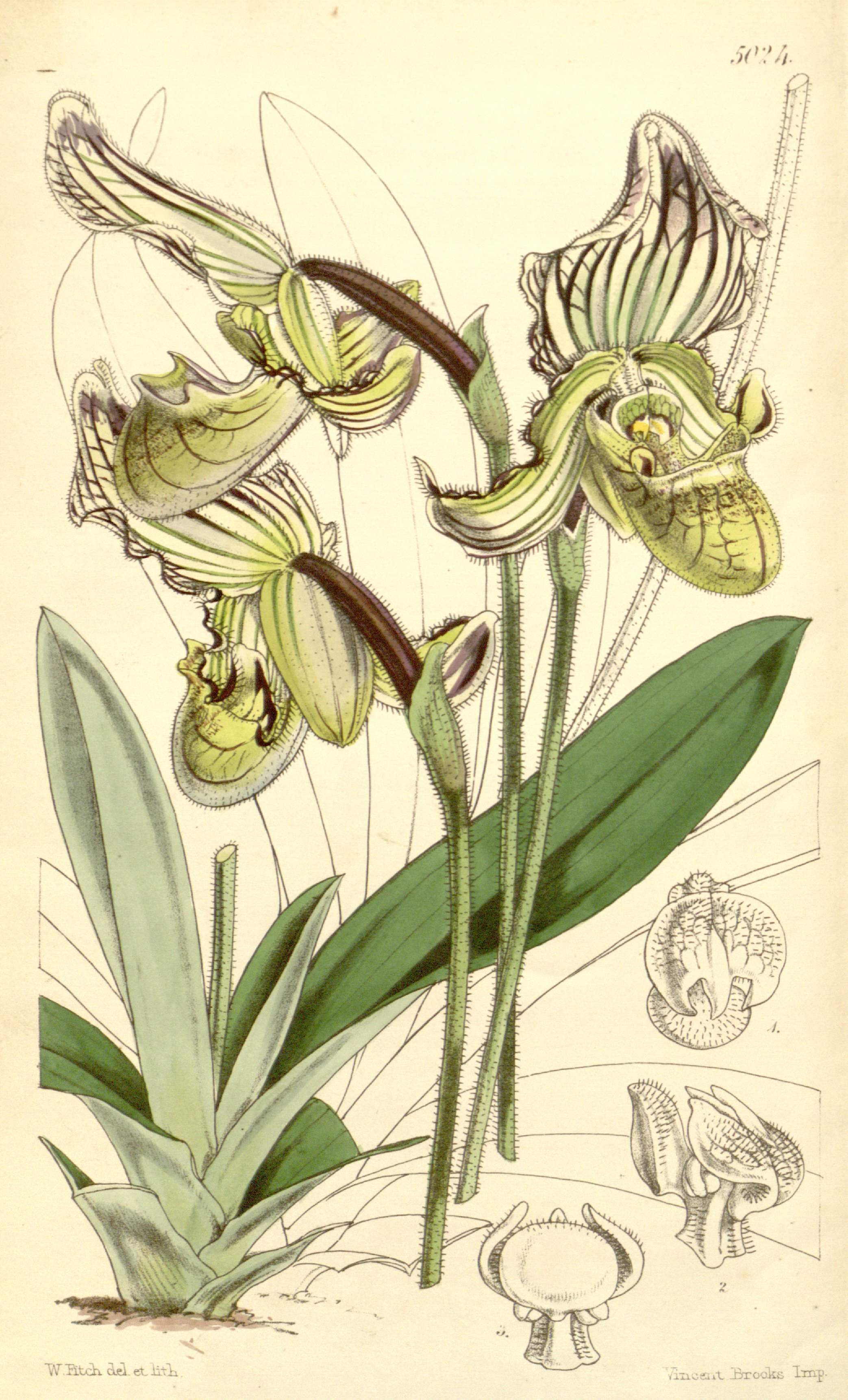
Ilustración de Curtis' 83
(Ser. 3 no. 13) pl. 5024 (1857)

## Descripción
Es una orquídea de pequeño tamaño, que prefiere el clima templado al frío. Tiene hábitos epífitas y es una herbácea con hojas de color verde claro mate, estrechamente elípticas a liguladas, de color verde opaco, con el nervio central prominente en la parte inferior de las hojas, Florece con una sola flor en una inflorescencia de 25 cm de largo, delgada, desde el otoño hasta la primavera.

## Distribución
Se encuentran a lo largo de los ríos en el Himalaya indio y Bhután a una altitud de 1300-2200 metros, en los bordes de las orillas de los ríos y en los bosques de robles donde crece en la hojarasca y el humus, así como en afloramientos de piedra caliza entre la hierba alta.

## Taxonomía
Paphiopedilum fairrieanum fue descrita por (Lindl.) Stein y publicado en Orchideenbuch 467. 1892.
Etimología
El nombre del género viene de « Cypris», Venus, y de "pedilon" = "zapato" ó "zapatilla" en referencia a su labelo inflado en forma de zapatilla.
fairrieanum; epíteto otorgado en honor de Fairrie, un inglés, entusiasta de las orquídeas en los años 1800.
Sinonimia
- Cordula fairrieana [Lindley] Rolfe 1912;
- Cypripedium assamicum Linden ex Koch & Fintelm. 1858;
- Cypripedium fairrieanum Lindley 1857;
- Paphiopedilum fairrieanum f. bohlmannianum (Mato) Braem 1998;
- Paphiopedilum fairrieanum var. bohlmannianum Mato 1942;
- Paphiopedilum fairrieanum var. giganteum Pradhan 1979;
- Paphiopedilum fairrieanum var. nigrescens Pradhan 1979[3][4][1]